# قلعه چسکی اشترنبرک
قلعه چسکی اشترنبرک یک دژ واقع در جمهوری چک می‌باشد.